# Eugenius van Beieren
Eugenius (Eugen) Leopold Adelheid Thomas Maria van Beieren (München, 16 juli 1925 - Grasse, 1 januari 1997) was een telg uit het huis Wittelsbach, het voormalige Beierse koningshuis. 
Eugen was de enige zoon van prins Koenraad van Beieren en Bona Margaretha van Savoye. Zijn moeder was een kleindochter van koning Lodewijk I van Beieren, zijn vader was als zoon van Gisela Louise Marie van Oostenrijk een kleinzoon van keizer Frans Jozef I van Oostenrijk en diens Beierse vrouw Sisi. 
Eugen was getrouwd met de Oostenrijkse gravin Helene von Khevenhüller-Metsch, wier eerste man, Constantijn van Beieren, in 1969 bij een vliegtuigongeluk was overleden. Het paar had zelf geen kinderen maar droeg wel de zorg voor Ysabel van Beieren, de enige dochter uit het eerste huwelijk van Helene.
Eugen overleed in 1997 en werd begraven op de begraafplaats van de Abdij van Andechs in Opper Beieren.
- Gemeinsame Normdatei: 114890900
- Virtual International Authority File: 37631255
- WorldCat: E39PBJtcCrtDKk76GGdmctFHYP